# Josh Gad
Joshua Ilan „Josh” Gad (ur. 23 lutego 1981) – amerykański aktor, komik i piosenkarz pochodzenia żydowskiego. Znany m.in. z podłożenia swojego głosu bałwanowi Olafowi w animowanym filmie Kraina lodu z 2013 roku oraz Arnolda Cunninghama w musicalu Księga Mormona

## Życie prywatne
Urodził się w miejscowości Hollywood w stanie Floryda (USA). Jego ojciec jest żydowskim emigrantem z Afganistanu, a matka, pochodząca z Nowego Jorku, Żydówką aszkenazyjską. 10.05.2008 r. zawarł związek małżeński z Idą Darvish, z którą ma dwie córki: Avę (ur. 2011) i Isabellę Evę (ur. 2014).

## Nagrody
W 2012 r. zdobył Nagrodę Grammy za najlepszy album teatru muzycznego (ang. Best Musical Theater Album).

## Filmografia
- 2002 Mary and Joe jako anioł
- 2002 Uwaga Violet jako Mark
- 2007 Teraz ty! serial TV, jako Ryan Church
- 2007 Razortooth wideo, jako Jay Wells
- 2007 Rocker jako Matt
- 2008 21 jako Miles Connoly
- 2008 No Heroics TV, jako Horseforce
- 2009 Big Guy jako Rodney
- 2009 Ścigani jako Howie
- 2009 Miłość i inne używki jako Josh Randall
- 2010 Good Vibes serial TV, jako Mondo
- 2011 Ostatki na ostro jako Bump
- 2011 1600 Penn serial TV, jako Skip Gilchrist
- 2012 Między nami seksoholikami jako Neil
- 2012 She Wants Me jako Sam Baum
- 2012 Stażyści jako  facet w słuchawkach
- 2013 Jobs jako Steve Wozniak
- 2013 Kraina lodu jako Olaf (głos)
- 2013 Gdybym tylko tu był jako Noah Bloom
- 2015 Polowanie na drużbów jako Doug Harris
- 2015 Piksele jako Ludlow
- 2015 The Comedians serial TV, jako Josh Gad
- 2015 Russ & Roger Go Beyond jako Roger Ebert
- 2017 Morderstwo w Orient Expressie jako Hector McQueen
- 2017 Piękna i Bestia jako Le Fou
- 2017 Marshall jako Sam Friedman[1]